# Корытненский сельсовет (Осиповичский район)
Корытненский сельский Совет — сельский Совет на территории Осиповичского района Могилёвской области Белоруссии.

## Географическое положение
Корытненский сельсовет находится в южной части Осиповичского района и граничит с Ясеньским, Протасевичским, Дарагановским, Вязьевским сельсоветами Осиповичского района, Осовским сельсоветом Бобруйского и Заволочицким — Глусского района.
Административный центр сельсовета — агрогородок Корытное, расположенный на трассе Осиповичи — Глуша в 16 км от Осипович и в 12 км от железнодорожной станции Ясень.

## Исторические места
Сохранилась и часть помещичьей усадьбы Войниловичей — парк пейзажного типа.
Всего на территории сельсовета насчитывается 10 памятников.

## Промышленность и сельское хозяйство
На территории сельсовета расположены:
- ОСПК «Колхоз „Корытное“»
- Каранское лесничество
- 2 фермерских хозяйства

## Социальная сфера
На территории сельсовета имеются средняя школа, Дом культуры, детский сад, библиотека, врачебная амбулатория, почтовое отделение, музыкальная школа, АТС,

## Население
Население сельсовета составляет 718 человек, в том числе 349 — трудоспособное население, 262 — пенсионера, 107 — детей.

## Культура
В 1970 году создан народный коллектив «Сваякі», с 2002 года он носит звание «народный». Является активным участником областных фестивалей народного творчества «Играй гармонь», «Слаўгарадская прыпеўка», «Веснавыя колеры», международного фестиваля «Звіняць цымбалы і гармонік», всебелорусского фестиваля народного творчества «Беларусь — моя песня».

## Состав
Корытненский сельсовет включает 8 населённых пунктов:
- Деменка — деревня.
- Караны — деревня.
- Корытное — агрогородок.
- Кохоновка — деревня.
- Старое Село — деревня.
- Сухлово — деревня.
- Тарасовичи — деревня.
- Уболотье — деревня.

Упразднённые населённые пункты на территории сельсовета:
- Красник — деревня.
- Шипы — деревня.